# Siřejovice
Siřejovice (en allemand : Schirschowitz) est une commune du district de Děčín, dans la région d'Ústí nad Labem, en Tchéquie. Sa population s'élevait à 265 habitants en 2021.

## Géographie
Siřejovice se trouve à 8 km au sud-ouest de Litoměřice, à 21 km au sud d'Ústí nad Labem et à 52 km au nord-ouest de Prague.
La commune est limitée par Sulejovice, Lovosice et Lukavec au nord, par Keblice à l'est, par Vrbičany à l'est et au sud, par Černiv au sud, et par Čížkovice à l'ouest.

## Histoire
La première mention écrite du village date de 1227.

## Galerie

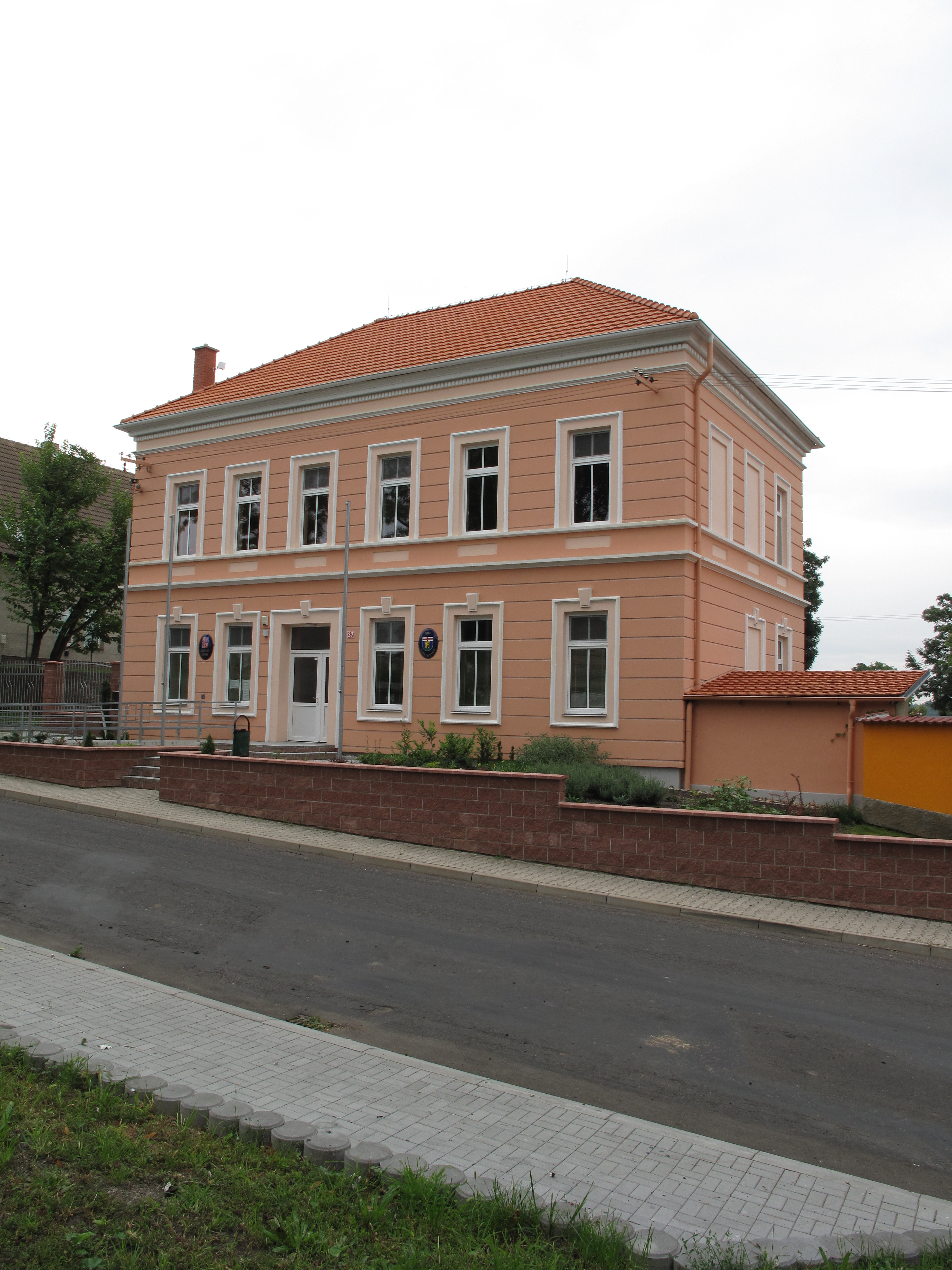
Mairie de Siřejovice.
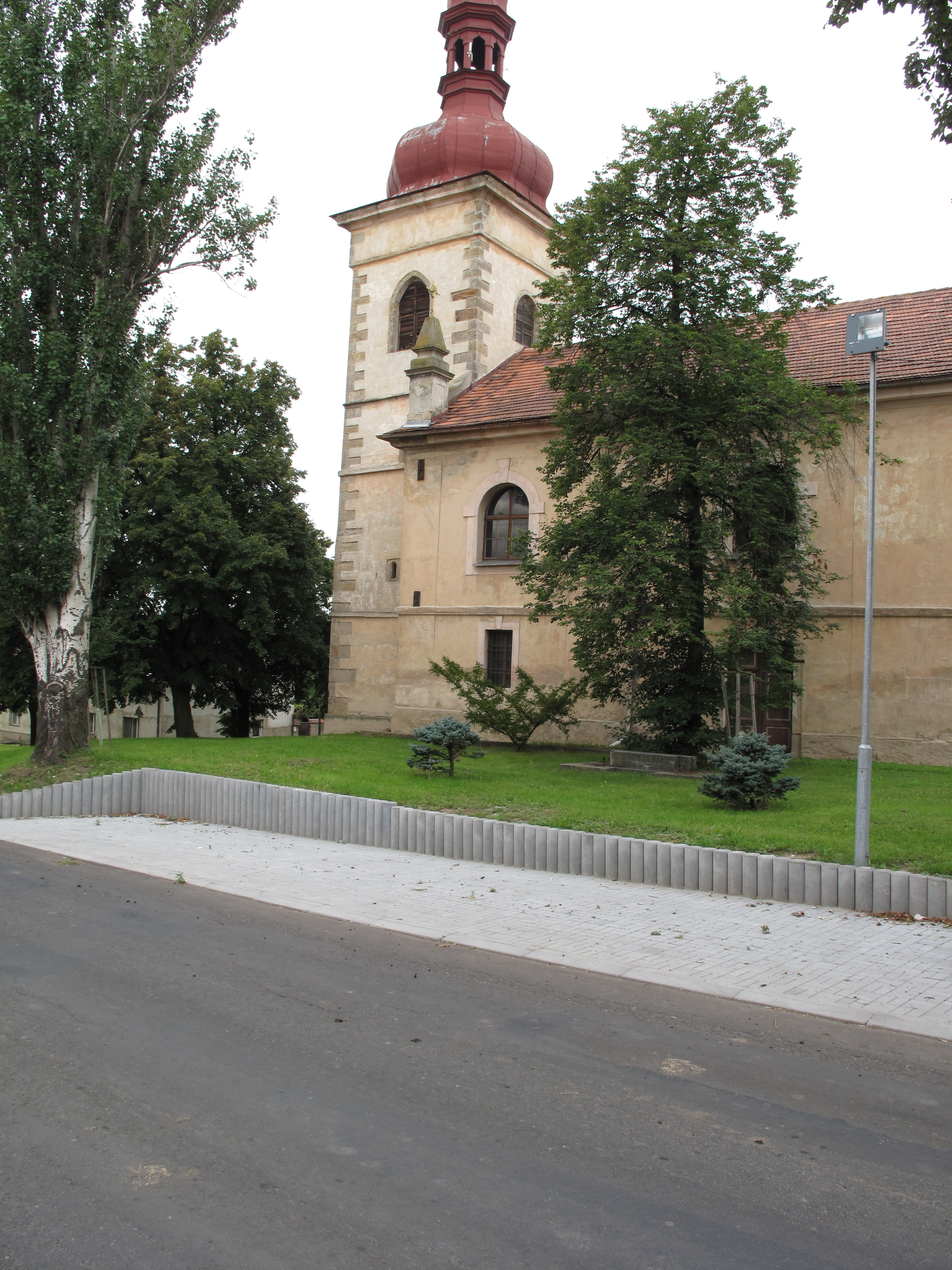
Église Saint-Barthélemy.
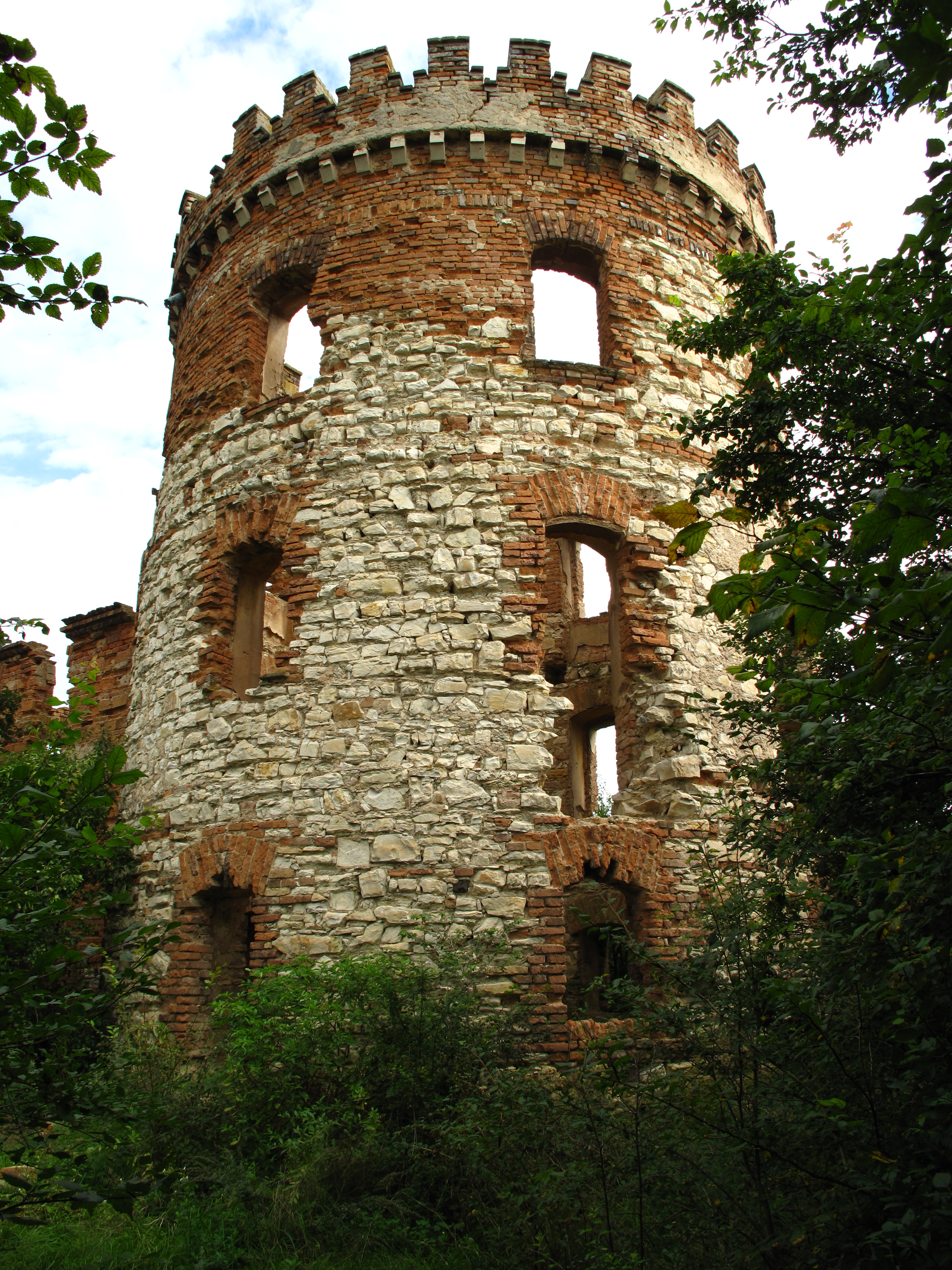
Windsor : ancien moulin à vent puis pavillon de chasse.

## Transports
Par la route, Siřejovice se trouve à 6 km de Lovosice, à 10 km de Litoměřice, à 27 km d'Ústí nad Labem  et à 63 km de Prague.